# Cyclolinidae
Cyclolinidae es una familia de foraminíferos bentónicos de la superfamilia Cyclolinoidea, del suborden Cyclolinina y del orden Loftusiida. Su rango cronoestratigráfico abarca desde el Valanginiense (Cretácico inferior) hasta el Campaniense (Cretácico superior).

## Discusión
Clasificaciones previas incluían Cyclolinidae en el suborden Textulariina y del orden Textulariida.

## Clasificación
Cyclolinidae incluye al siguiente género:
- Subfamilia Cyclolininae
  - Ammocycloloculina †
  - Cyclolina †
- Subfamilia Cyclopsinellinae
  - Cyclopsinella †
  - Mangashtia †
- Subfamilia Ilerdorbinae
  - Dohaia †
  - Eclusia †
  - Ilerdorbis †

Otro género considerado en Cyclolinidae es:
- Cyclopsina † de la subfamilia Cyclopsinellinae, sustituido por Cyclopsinella